# Arbigny
Arbigny är en kommun i departementet Ain i östra Frankrike. Kommunen ligger  i kantonen Pont-de-Vaux som ligger i arrondissementet Bourg-en-Bresse. Kommunens areal är 17,47 km². År 2022 hade Arbigny 459 invånare.
Arbigny ligger omkring 20 kilometer norr om Mâcon och 40 kilometer sydsydväst om Chalon-sur-Saône. Omkring 80% av kommunen är jordbruksmark medan resten är den skogbeväxta östra delen. Kommunens västra gräns är floden Saône.

## Befolkningsutveckling
Antalet invånare i kommunen Arbigny
Referens: INSEE